# North American Soccer League 1971
La temporada 1971 de la North American Soccer League (NASL) fue la 4.ª edición realizada de la primera división del fútbol en los Estados Unidos y Canadá. El campeón fue el Dallas Tornado.

## Equipos participantes
- Atlanta Chiefs
- Dallas Tornado
- Montreal Olympique (Nuevo equipo)
- New York Cosmos (Nuevo equipo)
- Rochester Lancers
- Saint Louis Stars
- Toronto Metros (Nuevo equipo)
- Washington Darts

### Equipo retirado
- Kansas City Spurs (Cierre de operaciones)

## Tabla de posiciones
Sistema de puntos: 6 puntos por una victoria, 3 por un empate, ninguno por una derrota, y 1 punto adicional a cualquier encuentro disputado que haya marcado hasta 3 goles en un partido.

### División del norte
| Pos. | Equipos            | PJ | G  | E | P  | GF | GC | Dif. | Pts. |
| ---- | ------------------ | -- | -- | - | -- | -- | -- | ---- | ---- |
| 1    | Rochester Lancers  | 24 | 13 | 6 | 5  | 48 | 31 | +17  | 141  |
| 2    | New York Cosmos    | 24 | 9  | 5 | 10 | 51 | 55 | -4   | 117  |
| 3    | Toronto Metros     | 24 | 5  | 9 | 10 | 32 | 47 | -15  | 89   |
| 4    | Montreal Olympique | 24 | 4  | 5 | 15 | 29 | 59 | -30  | 65   |

     Clasifica a la fase final.

### División del sur
| Pos. | Equipos          | PJ | G  | E  | P  | GF | GC | Dif. | Pts. |
| ---- | ---------------- | -- | -- | -- | -- | -- | -- | ---- | ---- |
| 1    | Atlanta Chiefs   | 24 | 12 | 6  | 5  | 35 | 29 | +6   | 120  |
| 2    | Dallas Tornado   | 24 | 10 | 8  | 6  | 38 | 24 | +14  | 119  |
| 3    | Washington Darts | 24 | 8  | 10 | 6  | 36 | 34 | +2   | 111  |
| 4    | St. Louis Stars  | 24 | 6  | 5  | 13 | 37 | 47 | -10  | 86   |

     Clasifica a la fase final.

## Fase final

### Semifinales
| Fechas                                              |                   | Resultado global |                 | Ida          | Vuelta | Desempate    |
| --------------------------------------------------- | ----------------- | ---------------- | --------------- | ------------ | ------ | ------------ |
| 1 de septiembre - 4 de septiembre - 8 de septiembre | Rochester Lancers | 4 - 6            | Dallas Tornado  | 2 - 1 (pró.) | 1 - 3  | 1 - 2 (pró.) |
| 2 de septiembre - 5 de septiembre                   | Atlanta Chiefs    | 3 - 0            | New York Cosmos | 1 - 0 (pró.) | 2 - 0  |              |

### Final
| Fechas                                                 |                | Resultado global |                | Ida          | Vuelta | Desempate |
| ------------------------------------------------------ | -------------- | ---------------- | -------------- | ------------ | ------ | --------- |
| 12 de septiembre - 15 de septiembre - 19 de septiembre | Atlanta Chiefs | 3 - 7            | Dallas Tornado | 2 - 1 (pró.) | 1 - 4  | 0 - 2     |

| Bandera de Estados Unidos            |
| Campeón Dallas Tornado Primer título |

## Goleadores
| Jugador               | Equipo            | Goles | Puntos |
| --------------------- | ----------------- | ----- | ------ |
| Carlos Metidieri      | Rochester Lancers | 19    | 46     |
| Randy Horton          | New York Cosmos   | 16    | 37     |
| Kazimierz Frankiewicz | St. Louis Stars   | 14    | 33     |

## Premios

### Reconocimientos individuales
- Jugador más valioso

 Carlos Metidieri (Rochester Lancers)
- Entrenador del año

 Ron Newman (Dallas Tornado)
- Novato del año

 Randy Horton (New York Cosmos)